# Original Sin
Original Sin är en film från 2001, där bland annat Angelina Jolie och Antonio Banderas medverkar. Den är baserad på romanen Ljuva Bonny - farliga Bonny (Waltz into Darkness) av Cornell Woolrich och är en nyinspelning av Francois Truffauts film Sirenen från Mississippi från 1969.

## Rollista
| Skådespelare     | Roll                       |
| ---------------- | -------------------------- |
| Antonio Banderas | Luis Vargas                |
| Angelina Jolie   | Julia Russell/Bonny Castle |
| Thomas Jane      | Walter Downs/Billy         |
| Jack Thompson    | Alan Jordan                |
| Gregory Itzin    | överste Worth              |
| James Haven      | Faust, på scen             |